# Satteins
Satteins is een gemeente in de Oostenrijkse deelstaat Vorarlberg, gelegen in het district Feldkirch (FK). De gemeente heeft ongeveer 2600 inwoners.

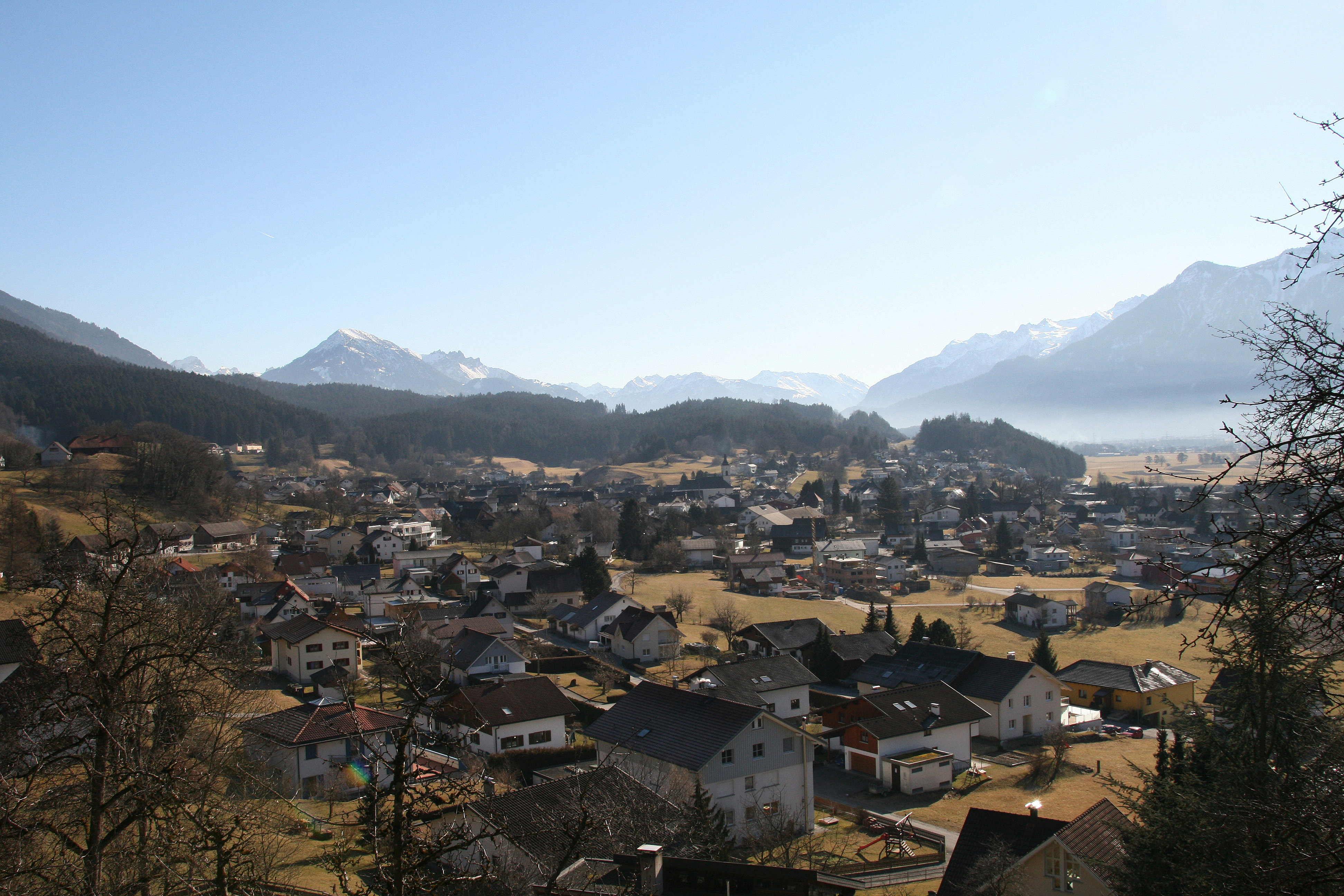
Zicht op Satteins

## Geografie
Satteins heeft een oppervlakte van 12,71 km². Het ligt in het westen van het land.
Altach · Düns · Dünserberg · Feldkirch · Frastanz · Fraxern · Göfis · Götzis · Klaus · Koblach · Laterns · Mäder · Meiningen · Rankweil · Röns · Röthis · Satteins · Schlins · Schnifis · Sulz · Übersaxen · Viktorsberg · Weiler · Zwischenwasser
- Gemeinsame Normdatei: 4527010-7
- Virtual International Authority File: 236554539
- WorldCat: E39PCjDyhfc4gJTPMpr8R9tR8C